# 900年代
| 千纪： | 1千纪                                                                                  |
| 世纪： | 8世纪 \| 9世纪 \| 10世纪                                                               |
| 年代： | 870年代 \| 880年代 \| 890年代 \| 900年代 \| 910年代 \| 920年代 \| 930年代              |
| 年份： | 900年 \| 901年 \| 902年 \| 903年 \| 904年 \| 905年 \| 906年 \| 907年 \| 908年 \| 909年 |

## 大事记
- 900年，唐朝左神策軍中尉劉季述、右神策軍中尉王仲先以唐昭宗殺黃門、侍女數人为借口，囚皇帝於少陽院。
- 900年，新羅邊將甄萱建後百濟，遣使与唐朝镇海军节度使錢鏐建立联系。
- 901年，唐朝左神策軍指揮使孫德超起兵殺劉季述、王仲先，迎唐昭宗復位。昭宗封鳳翔節度使李茂貞為岐王。宰相崔胤想要盡誅宦官，與宣武军節度使朱全忠勾结，宦官與李茂貞勾结。崔胤請朱全忠出兵迎昭宗赴洛陽，朱全忠西征。宦官劫昭宗奔鳳翔。朱全忠入潼關，圍鳳翔。
- 901年，新罗庶出王子弓裔称王，朝鲜半岛后三国时代开始。
- 902年，朱全忠圍鳳翔，昭宗封淮南節度使楊行密為吳王，鎮海節度使錢鏐為越王。
- 903年，李茂貞捕斬宦官韓全誨、張弘訓等七十餘人，與朱全忠和解。朱全忠迎昭宗返長安，盡杀宦官。昭宗封朱全忠為梁王，西川節度使王建為蜀王。
- 904年，梁王朱全忠殺司徒崔胤。劫昭宗遷都洛陽，長安宮室民宅被毁弃。八月，朱全忠派樞密使蔣玄暉、左龍武統軍朱友恭、右龍武統軍氏叔琮弑杀昭宗。立輝王李柷為帝，為唐哀帝。
- 904年，弓裔改国号为“摩震”，建年号“武泰”。
- 905年，梁王朱全忠派蔣玄暉杀昭宗諸子，宰相獨孤損、裴樞、崔遠等三十餘大臣，被杀害于白馬驛。
- 906年，朱全忠攻打滄州，李克用南攻，昭義節度使丁會降李克用。
- 907年，盧龍節度使劉仁恭被其子劉守光所囚，劉守光自任節度使。
- 907年，朱全忠逼唐哀帝禅让帝位给自己，改国号為梁，唐朝滅亡。
- 907年，梁太祖封越王錢鏐為吳越王、武安節度使馬殷為楚王；晉王李克用、淮南節度使弘農王楊渥、岐王李茂貞，用唐天祐年號，对抗後梁；吳越王錢鏐、楚王馬殷、威武節度使王審知，用梁年號；蜀王王建稱帝，國號蜀，史稱前蜀。五代十國時代开始。
- 907年，梁太祖派亳州刺史李思安攻晉国潞州，於城下築夾寨。晉国昭義節度使李嗣昭固守潞州。
- 908年，晉王李存勗率軍救潞州，击潰後梁夾寨。
- 908年，淮南弘農王楊渥被右牙指揮使徐溫殺害。徐溫立楊渥弟楊隆演為弘農王。
- 909年，後梁自大梁遷都洛陽。封威武節度使王審知為閩王、盧龍節度使劉守光為燕王。忠武節度使劉知俊起兵降岐，岐王李茂貞以他為中書令。
- 909年，阿布达拉·马赫迪在北非突尼斯建立法蒂玛王朝（綠衣大食），阿拉伯帝國分裂為三。

## 出生
- 909年，拉迪一世，阿拔斯帝國第二十代哈里發

## 逝世
- 904年，唐昭宗，唐朝末年皇帝
- 905年，积善太后，唐朝末年皇帝唐昭宗李曄的皇后
- 905年，楊行密，唐朝末年著名政治家
- 908年，李克用，唐朝晉王